# Mamucium
Mamucium (o també Mancunium) era una ciutat dels brigants a Britànnia, que correspon a la moderna Manchester.
El nom de la ciutat es pensa que és una llatinització d'un nom anterior d'origen celta (que possiblement significa "turó de mama", de mamm, en català "mama o pit") i ceaster, de l'anglès antic, que vol dir "ciutat fortificada" i que deriva del llatí castrum. Una teoria alternativa suggereix que procedeix del brità, amb el significat de "mare", en referència al riu-deessa que flueix per la ciutat, el riu Medlock. La mateixa arrel mam significa "pits de dona" en irlandès i "mare" en gal·lès.
Va ser colonitzada pels romans. El general Gneu Juli Agrícola va construir un fortí (castrum) al que va anomenar Mamucium. Una reproducció del fortí es pot veure a Castlefield. Era l'estació d'una cohort de legionaris frisons, i temporalment també s'hi va estar la VI Legió. Anteriorment, però, el lloc ja estava habitat per la tribu dels brigants. Després que els romans abandonessin Britànnia a final del segle iii, els anglosaxons van ocupar només la zona de confluència entre els rius Irwell i Irk. Quan Guillem el Conqueridor va fer la seva expedició de càstig pel nord del país, la major part del territori de Manchester estava deshabitat i era improductiu.